# Luiz Carlos Gondim
Luiz Carlos Gondim Teixeira, mais conhecido como Dr. Gondim (Fortaleza, 29 de novembro de 1947) é um médico e político brasileiro, filiado ao Partido Democrático Trabalhista (PDT).

## Trajetória
Construiu a sua carreira política na cidade de Mogi das Cruzes, sendo vereador por três mandatos e deputado estadual pelo estado de São Paulo por cinco mandatos. 

## Máfia da merenda
Em abril de 2016, Gondim foi citado pelo lobista Marcel Júlio, que afirmou que dois ex-assessores solicitaram vantagens ilícitas de uma cooperativa que forneceu suco de laranja para merenda escolar.
Além de Capez, também foram citados os deputados federais Baleia Rossi (PMDB) e Nelson Marquezelli (PTB), além do deputado estadual Fernando Capez (SD).